# Let It Enfold You
Albums de Senses Fail
From the Depths of Dreams
(2002) Still Searching
(2006)
Singles
Let It Enfold You est le premier album du groupe Senses Fail. Il est sorti le 7 septembre 2004.
Durant l'année 2004, un DVD bonus a été inséré avec le disque. 
Le 1er novembre 2005, une édition de luxe de l'album est sorti, dont cinq titres bonus, plus un DVD avec des titres lives et 2 clips. 
L'album s'est vendu à plus de 300.000 exemplaires depuis sa sortie. 

## Pistes
1. Tie Her Down - 3:08
2. Lady In A Blue Dress - 3:18
3. You're Cute When You Scream - 2:25
4. Buried a Lie - 2:59
5. Bite To Break Skin - 3:31
6. Rum Is for Drinking, Not for Burning - 2:45
7. Slow Dance – 3:06
8. Choke On This – 3:22
9. NJ Falls Into The Atlantic – 3:48
10. Let It Enfold You – 5:03
11. Irony Of Dying On Your Birthday – 2:59
12. Angela Baker And My Obsession With Fire – 4:04
13. Martini Kiss – 3:51

Titres Bonus
1. Institutionalized – 3:48
2. American Death – 3:32
3. Lady In A Blue Dress (Acoustique) – 3:21
4. Buried A Lie (Acoustique) – 3:04
5. Rum Is For Drinking, Not For Burning (Acoustique) – 3:04

## Deluxe Edition
Live de the Taste of Chaos tour:
- Bloody Romance
- You're Cute When You Scream
- Irony Of Dying On Your Birthday

Clips:
- Buried A Lie
- Rum Is For Drinking, Not For Burning

## Membres
- Buddy Nielsen : Chant
- Garrett Zablocki : Guitare chant
- Dan Trapp : Batterie
- Mike Glita : Guitare basse, chant
- Dave Miller : Guitare, chant